# Wawushan
Wawushan (kinesiska: 瓦屋山镇, 瓦屋山) är en köping i Kina. Den ligger i provinsen Sichuan, i den sydvästra delen av landet, omkring 150 kilometer sydväst om provinshuvudstaden Chengdu. Antalet invånare är 14 861. Befolkningen består av 7 116 kvinnor och 7 745 män. Barn under 15 år utgör 19,0 %, vuxna 15-64 år 67 %, och äldre över 65 år 12,0 %.
Genomsnittlig årsnederbörd är 1 606 millimeter. Den regnigaste månaden är juli, med i genomsnitt 392 mm nederbörd, och den torraste är januari, med 12 mm nederbörd.